# Breckinridge Long
Breckinridge Long (ur. 16 maja 1881, zm. 26 września 1958) w okresie II wojny światowej został mianowany przez prezydenta USA, Franklina Delano Roosevelta, amerykańskim ambasadorem we Włoszech oraz asystentem sekretarza stanu do spraw uchodźców oraz imigracji. Później zdegradowano go za wstrzymanie tysięcy wiz, przeznaczonych dla uchodźców pochodzenia żydowskiego.

## Młodość i kariera
Breckinridge Long urodził się w rodzinie Margaret Miller Breckinridge Long oraz Williama Strudwicka w St. Louis w stanie Missouri. W roku 1904 ukończył studia na Uniwersytecie Princeton. Począwszy od roku 1906 studiował w Szkole Prawniczej Uniwersytetu Waszyngtońskiego. Tytuł magistra uzyskał w roku 1909. Karierę adwokata rozpoczął w stanie Missouri. Swoją kancelarię otworzył w Saint Louis w roku 1907. W roku 1912 poślubił Christine Alexander. Long pracował jako adwokat do roku 1917. W latach 1914–1915 był członkiem Komisji Kodeksowej Stanu Missouri ds. Poprawy Procedury Sądowej. Później Long współpracował przy ustanawianiu Ligi Narodów i wspierał politykę prezydenta Wilsona. Przypisywano mu rozpowszechnianie sloganu dot. Woodrowa Wilsona: To dzięki niemu uniknęliśmy wojny (He kept us out of war), które pomogło prezydentowi uzyskać reelekcję w wyborach z roku 1916.
Wkrótce po wyborach Long zdobył posadę w Departamencie Stanu. W roku 1917 został mianowany Trzecim Zastępcą Sekretarza Stanu. Utrzymał to stanowisko aż do swojej dobrowolnej rezygnacji w roku 1920. W trakcie pracy w Departamencie Stanu, do jego obowiązków należało nadzorowanie spraw azjatyckich. W tym okresie zwrócił on również uwagę na poprawę amerykańskiej polityki w zakresie komunikacji z zagranicą. Koordynował też działalność pierwszej międzywydziałowej inspekcji w amerykańskiej komunikacji międzynarodowej.
W 1920 roku Long kandydował do Senatu z ramienia Demokratów. Został pokonany w stanie Missouri przez Seldena P. Sepncera, który uzyskał 53.7% głosów. Po raz drugi ubiegał się o fotel w Senacie w roku 1922 – również nieskutecznie.

## Działalność w administracji Roosevelta oraz podczas II wojny światowej
Long był osobistym przyjacielem przyszłego prezydenta F.D. Roosevelta. Poznał go, gdy Roosevelt piastował urząd Zastępcy Sekretarza Floty w administracji Wilsona. Long uczestniczył w kampanii prezydenckiej swojego znajomego w roku 1932. Roosevelt wynagrodził go za to stanowiskiem ambasadora USA we Włoszech. Podczas działalności dyplomatycznej Longa, krytykowano go za odradzanie prezydentowi wprowadzenia embarga dla Włoch na dostarczanie ropy naftowej w odpowiedzi na inwazję Mussoliniego na Etiopię. Long był członkiem misji nadzwyczajnych w Brazylii, Argentynie oraz w Urugwaju w roku 1938. Poza tym w roku 1939 pełnił funkcję doradcy w Departamencie Stanu. Powierzono mu zajęcie się kwestiami związanymi z zagrożeniem wojennym. Został również zastępcą sekretarza odpowiedzialnym za przydział wiz.
Long uważał, że nieustannie atakują go „komuniści, radykałowie oraz żydowscy zawodowi agitatorzy, a także sympatycy uchodźców”. Wiele z jego poglądów podzielali jego podwładni. W notatce służbowej, która krążyła po Departamencie w czerwcu 1940 roku, Long napisał:
„Możemy opóźnić, a nawet zatrzymać na pewien nieokreślony czas, pewną liczbę imigrantów, przyjeżdżających do Stanów Zjednoczonych. Moglibyśmy po prostu doradzić naszym konsulom, żeby wynajdywali wszelkie przeszkody i żeby domagali się dodatkowych dowodów oraz posługiwali się różnymi administracyjnymi metodami w celu maksymalnego opóźnienia przyznawania wiz.”
90% wolnych miejsc dla imigrantów z krajów znajdujących się pod niemiecką i włoską okupacją nigdy nie zostało zapełnionych.
W listopadzie 1943 roku, gdy Kongres rozważał wprowadzenie rezolucji, powołującej niezależną agencję rządową, która miałaby zajmować się ratowaniem uchodźców, Long stwierdził, że robiono wszystko, co możliwe, by ratować żydowskich uciekinierów. Wobec tego kongresmeni odeszli od pierwotnego zamysłu. Jednak świadectwo Longa było fałszywe i wprowadzało w błąd: podał on znacznie powiększoną liczbę uchodźców (580 tys.) i zaliczył w ich poczet również osoby pochodzenia innego niż żydowskie.
Long zapisał się w historii jako urzędnik, który stawiał wiele przeszkód na drodze do przyznawania wiz dla uchodźców w okresie II wojny światowej. Utrudniał realizowanie prób ratowania ludzi, drastycznie ograniczył imigrację i fałszował liczbę przyjętych uchodźców. Ujawnienie tych czynów doprowadziło do jego degradacji w roku 1944. Jego osoba stanowiła główny cel krytyki, jeśli chodzi o amerykańską politykę odnośnie ratowania uchodźców – podało Centrum Wiesenthala.

## Emerytura
Long odszedł z Departamentu Stanu w roku 1944 i przeszedł na emeryturę. Interesował się kolekcjonowaniem antyków, dzieł malarskich oraz modeli amerykańskich okrętów. Zarządzał stajnią, w której hodowano konie na wyścigi. Poza tym był prezesem Laurel Park Racecourse. Zajmował się również polowaniami na lisy, rybołówstwem oraz żeglarstwem. Zmarł w roku 1958 w Laurel w stanie Maryland.